# Миросаљци (Лазаревац)
Миросаљци су насеље у градској општини Лазаревац у граду Београду. Према попису из 2022. било је 1361 становника.

## Положај села
Миросављци су са обе стране Реке (Сибничке), десне Туријине притоке, а између села Тулежа, Сибнице, Араповца, Јунковца и Стрмова. Река дели насеље готова на два једнака дела. Куће су по косама и у плитким долинама сеоских потока. Насеље је мање разбијеног типа и дели се на крајеве: Бунарине до Араповца, Перлићки Крај у Гуњевац до Тулежа. Већа густина кућа је око главнијих извора. Најстарији крај је Бунарине.

## Воде
Село има добру изворску воду. Извори су: Кленовац и Смрдан до Стрмова, Слатина у Перлићком Крају, Церовац и Јанчић у пољу поред Турије, а у селу су Врановац, Гуњевац, Драгићевац, Радуљевац и чесма Радоњинац. За пиће се служе и водом са бунара, који готово сви лети пресушују. Кроз село протичу ови потоци: Златан, који је на граници према Тулежу, утиче у Гуњевац; Река протиче скоро средином села. Она прима притоке Слатину, Долину, Мечак и Поток у Селишту. Река Турија је на граници према Стрмову и Јунковцу. Сви потоци, па и Турија, лети пресушују.

## Земље
Њиве и ливаде су на местима који се зову: Брда, Турија, Турија-Рашће, Кленовац, Капар, Маџарица, Бобија, Гуњевац, Ждраловац, Кошањац, Драгићевац, Река, Брестовац, Гај, Ланча, Кајловица, Крушик, Требеш, Калине, Јасик, Јазбине и Дубока. Сеоске утрине има мало у Бучју код Селишта.

## Старине у селу
Преко Турије има стари камени мост, који је готово до половине засут песком и муљем. На њему, казује се, била је забележена на камену година „1356″, али је тај број оштећен*.
*У космајском селу Бељини има преко Турије мост, који је, како то народ казује, сличан овоме у Миросаљцима, али се у Бељини боље очувао.
Старо насеље је било у Селишту у Бучју. Ту је и старо гробље, од кога има још по која надгробна плоча.

## Подаци о селу
Данас у селу има два гробља; једно је у крају Гуњевцу, а друго је у крају Бунаринама. Литија се носи у Недељу по Ђурђевдану а заветни дан су Младенци.
Миросаљци су, као насеље, унети у Елшелвицову карту, 1818 године у њему је било 41 кућа, а 1844. године имало је 61 кућу са 491 становника. Данас у овом селу има 25 родова са 284 куће.

## Демографија
У насељу Миросаљци живи 1312 пунолетних становника, а просечна старост становништва износи 40,6 година (39,3 код мушкараца и 41,9 код жена). У насељу има 519 домаћинстава, а просечан број чланова по домаћинству је 3,19.
Ово насеље је великим делом насељено Србима (према попису из 2002. године).
|  |

| Демографија | Демографија | Демографија |
| Година      | Становника  | Становника  |
| ----------- | ----------- | ----------- |
| 1948.       | 1.775       |             |
| 1953.       | 1.863       |             |
| 1961.       | 1.820       |             |
| 1971.       | 1.729       |             |
| 1981.       | 1.723       |             |
| 1991.       | 1.794       | 1.783       |
| 2002.       | 1.658       | 1.684       |

| Етнички састав према попису из 2002.‍ | Етнички састав према попису из 2002.‍ | Етнички састав према попису из 2002.‍ | Етнички састав према попису из 2002.‍ | Етнички састав према попису из 2002.‍ |
| ------------------------------------ | ------------------------------------ | ------------------------------------ | ------------------------------------ | ------------------------------------ |
|                                      |                                      |                                      |                                      |                                      |
| Срби                                 | Срби                                 |                                      | 1.644                                | 99,15%                               |
| Црногорци                            | Црногорци                            |                                      | 3                                    | 0,18%                                |
| Румуни                               | Румуни                               |                                      | 2                                    | 0,12%                                |
| Роми                                 | Роми                                 |                                      | 2                                    | 0,12%                                |
| Муслимани                            | Муслимани                            |                                      | 1                                    | 0,06%                                |
| непознато                            | непознато                            |                                      | 4                                    | 0,24%                                |

| Година пописа     | 1948. | 1953. | 1961. | 1971. | 1981. | 1991. | 2002. |
| ----------------- | ----- | ----- | ----- | ----- | ----- | ----- | ----- |
| Број домаћинстава | 354   | 375   | 420   | 423   | 448   | 561   | 519   |

| Број чланова      | 1  | 2   | 3  | 4   | 5  | 6  | 7  | 8 | 9 | 10 и више | Просек |
| ----------------- | -- | --- | -- | --- | -- | -- | -- | - | - | --------- | ------ |
| Број домаћинстава | 89 | 133 | 77 | 113 | 43 | 48 | 13 | 2 | 0 | 1         | 3,19   |

| Пол    | Укупно | Неожењен/Неудата | Ожењен/Удата | Удовац/Удовица | Разведен/Разведена | Непознато |
| ------ | ------ | ---------------- | ------------ | -------------- | ------------------ | --------- |
| Мушки  | 672    | 167              | 462          | 29             | 12                 | 2         |
| Женски | 724    | 110              | 459          | 146            | 6                  | 3         |
| УКУПНО | 1.396  | 277              | 921          | 175            | 18                 | 5         |

| Пол    | Укупно                    | Пољопривреда, лов и шумарство | Рибарство                            | Вађење руде и камена | Прерађивачка индустрија       |
| ------ | ------------------------- | ----------------------------- | ------------------------------------ | -------------------- | ----------------------------- |
| Мушки  | 362                       | 22                            | 0                                    | 230                  | 40                            |
| Женски | 117                       | 19                            | 0                                    | 13                   | 16                            |
| УКУПНО | 479                       | 41                            | 0                                    | 243                  | 56                            |
| Пол    | Производња и снабдевање   | Грађевинарство                | Трговина                             | Хотели и ресторани   | Саобраћај, складиштење и везе |
| Мушки  | 1                         | 31                            | 9                                    | 5                    | 17                            |
| Женски | 1                         | 1                             | 15                                   | 16                   | 8                             |
| УКУПНО | 2                         | 32                            | 24                                   | 21                   | 25                            |
| Пол    | Финансијско посредовање   | Некретнине                    | Државна управа и одбрана             | Образовање           | Здравствени и социјални рад   |
| Мушки  | 0                         | 2                             | 3                                    | 0                    | 1                             |
| Женски | 0                         | 1                             | 2                                    | 7                    | 15                            |
| УКУПНО | 0                         | 3                             | 5                                    | 7                    | 16                            |
| Пол    | Остале услужне активности | Приватна домаћинства          | Екстериторијалне организације и тела | Непознато            | Непознато                     |
| Мушки  | 0                         | 0                             | 0                                    | 1                    | 1                             |
| Женски | 2                         | 0                             | 0                                    | 1                    | 1                             |
| УКУПНО | 2                         | 0                             | 0                                    | 2                    | 2                             |